# Fernando Meira
Fernando José da Silva Freitas Meira (Guimarães, 1978. június 5. –) korábbi portugál válogatott labdarúgó, védő.
Felnőtt karrierjét a helyi Vitória SC-ben kezdte, majd egy egyéves másodosztálybeli kitérő után visszatért ide. Ezután az egyik legnagyobb portugál csapathoz, a Benficához szerződött. Ezután légiós lett, a következő hat évet a német VfB Stuttgart játékosaként töltötte. 2008 nyarán a Galatasaray SK-hoz szerződött, 2009 nyara óta a Zenyit játékosa.
A válogatottban 2000-ben mutatkozhatott be, azóta 54 mérkőzésen 2 gólt szerzett, szerepelt a 2006-os vb-n is, a 2008-as Eb-n is.

## Karrierje

### Portugáliában
Karrierjét a helyi Vitória SC-ben kezdte, ahol először 3 évet töltött. Ezalatt mindössze huszonkét meccsen jutott szóhoz, ezért egy évre kölcsönadták a másodosztályú FC Felgueiras csapatához. 1999-ben visszatért, és egy újabb szezont játszott nevelőegyesületénél. Ebben az idényben megszerezte pályafutása első gólját. 2000-ben az SL Benfica szerződtette 4 millió euróért. Az itt eltöltött két éve alatt a csapat kapitánya is volt.

### Stuttgart
2002 nyarán a VfB Stuttgart hét és fél millió eurót fizetett Meiráért. Először a tizenkilencedik fordulóban, a Hamburger SV ellen játszott új csapatában.
A következő szezonban az edző, Felix Magath 31 mérkőzésen is szerepeltette, csak egy eltiltás akadályozta meg abban, hogy mind a 34 meccsen pályára lépjen. A csapat a második helyen végzett, így a BL főtábláján játszhattak.
A következő idényben ismét kiléphettek a nemzetközi porondra, az UEFA-kupa-selejtezőkön Meira gólt szerzett a Ferencvárosi TC elleni hazai visszavágón.
A 2006-07-es szezonra az új edző, Armin Veh Meirát nevezte ki csapatkapitánnyá, aki a Bundesliga történetének első portugál csapatkapitánya lett. A csapat majdhogynem tökéletes szezont produkált, ugyanis megnyerte a bajnokságot, valamint a kupában is döntőt játszhatott. A bajnoki cím Meira egyetlen nagyobb serlege egész karrierje során.
A VfB-nél töltött hat éve alatt Meira 173 mérkőzésen lépett pályára, ezeken 11 gólt szerzett.

### Galatasaray
2008 nyarán a Stuttgart úgy döntött, eladja Meirát, aki nem sokkal azután meg is állapodott a török Galatasaray SK-val. Első meccse a győztes szuperkupa-döntő volt a Kayserispor ellen. Az év telén kiderült, az orosz Zenyit szeretné őt szerződtetni, amit később el is fogadott, így a téli átigazolási időszakban Oroszországba igazolt. A Galatasaraynál sok hiba jellemezte játékát, ám a fél szezon alatt összesen még így is 38 mérkőzésen pályára lépett.

### Zenyit
Az FK Zenyit Szankt-Petyerburg tehát 2009 januárjában szerződtette Meirát, bár korábban szóba hozták őt a Juventusszal és a Liverpoollal kapcsolatban is. Mezszáma a hármas lett, amit előtte a szlovák Martin Škrtel viselt. A bajnokságban a Szpartak Moszkva elleni 1–1 alkalmával mutatkozott be, míg első gólját április 9-én, a Tom Tomszk ellen szerezte. A végeredmény 3–0 lett.

### Válogatott
Meira a válogatottban már 2000-ben bemutatkozhatott, azonban egészen a 2006-os vb-ig nem sikerült stabil kezdővé válnia. A tornán végül a válogatott mind a hét meccsén játszott. A 2008-as Európa-bajnokságon ismét minden meccsen szerepet kapott, azonban a portugálok számára a kontinensviadal már a negyeddöntőben véget ért.

## Statisztikái

### Klubcsapatokban
| Klub                                 | Bajnokság          | Szezon             | Bajnoki | Bajnoki | Kupa  | Kupa | Nemzetközi | Nemzetközi | Összesen | Összesen |
| Klub                                 | Bajnokság          | Szezon             | Mérk.   | Gól     | Mérk. | Gól  | Mérk.      | Gól        | Mérk.    | Gól      |
| ------------------------------------ | ------------------ | ------------------ | ------- | ------- | ----- | ---- | ---------- | ---------- | -------- | -------- |
| Vitória Guimarães                    | Primiera Liga      | 1999–00            | 30      | 2       | 4     | 0    | –          | –          | 34       | 2        |
| Vitória Guimarães                    | Primiera Liga      | Összesen           | 30      | 2       | 4     | 0    | –          | –          | 34       | 2        |
| Benfica                              | Primiera Liga      | 2000–01            | 31      | 0       | 3     | 0    | 2          | 0          | 36       | 0        |
| Benfica                              | Primiera Liga      | 2001–02            | 15      | 2       | 2     | 0    | –          | –          | 17       | 2        |
| Benfica                              | Primiera Liga      | Összesen           | 46      | 2       | 5     | 0    | 2          | 0          | 53       | 2        |
| Stuttgart                            | Bundesliga         | 2001–02            | 14      | 2       | 0     | 0    | –          | –          | 14       | 2        |
| Stuttgart                            | Bundesliga         | 2002–03            | 31      | 1       | 2     | 0    | 6          | 1          | 39       | 2        |
| Stuttgart                            | Bundesliga         | 2003–04            | 32      | 1       | 3     | 0    | 8          | 0          | 43       | 1        |
| Stuttgart                            | Bundesliga         | 2004–05            | 16      | 1       | 1     | 0    | 3          | 1          | 20       | 2        |
| Stuttgart                            | Bundesliga         | 2005–06            | 32      | 0       | 2     | 0    | 6          | 0          | 40       | 0        |
| Stuttgart                            | Bundesliga         | 2006–07            | 20      | 3       | 4     | 0    | –          | –          | 24       | 3        |
| Stuttgart                            | Bundesliga         | 2007–08            | 28      | 3       | 3     | 0    | 6          | 0          | 37       | 3        |
| Stuttgart                            | Bundesliga         | Összesen           | 173     | 11      | 15    | 0    | 29         | 2          | 217      | 13       |
| Galatasaray                          | Süper Lig          | 2008–09            | 21      | 0       | 6     | 0    | 10         | 0          | 37       | 0        |
| Galatasaray                          | Süper Lig          | Összesen           | 21      | 0       | 6     | 0    | 10         | 0          | 37       | 0        |
| Zenyit Szentpétervár                 | Premjer Liga       | 2009               | 13      | 1       | 0     | 0    | 0          | 0          | 13       | 1        |
| Zenyit Szentpétervár                 | Premjer Liga       | Összesen           | 13      | 1       | 0     | 0    | 0          | 0          | 13       | 1        |
| Karrierje összesen                   | Karrierje összesen | Karrierje összesen | 283     | 16      | 30    | 0    | 41         | 2          | 354      | 18       |
| Utoljára frissítve: 2009. július 14. |                    |                    |         |         |       |      |            |            |          |          |

### Válogatott
| Csapat                              | Év       | Mérkőzés | Gól |
| ----------------------------------- | -------- | -------- | --- |
| Portugália                          | 2000     | 2        | 0   |
| Portugália                          | 2001     | 5        | 0   |
| Portugália                          | 2002     | 4        | 0   |
| Portugália                          | 2003     | 7        | 0   |
| Portugália                          | 2004     | 1        | 0   |
| Portugália                          | 2005     | 7        | 2   |
| Portugália                          | 2006     | 10       | 0   |
| Portugália                          | 2007     | 8        | 0   |
| Portugália                          | 2008     | 10       | 0   |
| Portugália                          | 2009     | 0        | 0   |
| Összesen                            | Összesen | 54       | 2   |
| Utoljára frissítve: 2009. május 12. |          |          |     |

## Sikerei, díjai

### Galatasaray
- Szuperkupa
  - Győztes: 2008

### Stuttgart
- Bundesliga:
  - Győztes: 2006-07
  - Ezüstérmes: 2002-03
- DFB Pokal:
  - Döntős: 2006-07

### Válogatott
- világbajnokság
  - Negyedik (2006)